# Terminator: Dark Fate
Terminator: Dark Fate (conocida en España como Terminator 6: Destino oscuro y en Hispanoamérica como Terminator: Destino oculto) es una película de acción de ciencia ficción estadounidense de 2019 dirigida por Tim Miller, a partir de un guion de David Goyer, Justin Rhodes y Billy Ray, de una historia de James Cameron, Charles H. Eglee, Josh Friedman, Goyer y Rhodes. Cameron también produjo la película con David Ellison. Es la sexta y última entrega de la franquicia de películas de Terminator, y actúa como una secuela directa de The Terminator (1984) y Terminator 2: el juicio final (1991), sin tener en cuenta Terminator 3: La rebelión de las máquinas (2003), Terminator: la salvación (2009), Terminator Génesis (2015) y la serie de televisión Terminator: Las Crónicas de Sarah Connor (2008–2009) como ocurriendo en líneas de tiempo alternativas, tras el regreso del control creativo a Cameron.
La película está protagonizada por Linda Hamilton que regresa en su papel de Sarah Connor y Arnold Schwarzenegger repitiendo su papel como un Terminator T-800, reuniendo a los actores después de 28 años. El elenco incluye a Mackenzie Davis, Natalia Reyes y Gabriel Luna como nuevos personajes. Ambientada 25 años después de los eventos de Terminator 2, la película muestra a las máquinas enviando un Terminator avanzado (Luna), designado REV-9, en el tiempo hasta 2020 para eliminar a Dani Ramos (Reyes), cuyo destino está conectado con el futuro. La Resistencia también envía a Grace (Davis), una soldado modificada, en el tiempo para defender a Dani, mientras se les unen Sarah Connor (Hamilton) y un viejo Terminator T-800 (Schwarzenegger).
La filmación de Terminator: Dark Fate tuvo lugar de junio a noviembre de 2018 en Hungría, España y los Estados Unidos. Distribuida por Paramount Pictures en América del Norte y por 20th Century Fox en otros territorios, la película se estrenó en cines en los Estados Unidos el 1 de noviembre de 2019. Recibió críticas mixtas de los críticos, que creían que era una mejora con respecto a las entregas anteriores y elogiaron las actuaciones y secuencias de acción, pero criticaron los puntos en la trama reciclados y las elecciones narrativas. Terminator: Dark Fate fue un fracaso de taquilla, que recaudó $261 millones contra un presupuesto de producción estimado de $185–196 millones. Con un punto de equilibrio de $450–480 millones, las pérdidas proyectadas para los estudios involucrados se estimaron en $130 millones.

## Argumento
Tres años después de la destrucción de Cyberdyne Systems, Sarah Connor y su hijo John viven en una playa en Livingston, Guatemala, pero son repentinamente atacados por un Terminator T-800 enviado por Skynet antes de ser borrada de la existencia. El Terminator asesina a John y, tras cumplir su objetivo, se va del lugar, dejando a Sarah totalmente devastada. 
Veintidós años después, un avanzado Terminator llamado REV-9 es enviado desde el año 2042 a la Ciudad de México para asesinar a Daniella "Dani" Ramos, quien se convertirá en una amenaza para las máquinas en una línea alternativa del futuro. Enterados de la situación, la resistencia envió a Grace, una soldado humana cibernéticamente mejorada con la misión de protegerla. 
El REV-9, disfrazado como el padre de Dani, se infiltra en la planta de ensamblaje de automóviles donde trabajan Dani y su hermano menor Diego para asesinarla, pero su intento es frustrado por Grace, quien ayuda a los hermanos a escapar. En medio de una frenética persecución en la autopista, el REV-9 revela que tiene la habilidad de dividirse en su endoesqueleto cibernético y su exterior de metal líquido que cambia de forma. Finalmente, Diego es herido de muerte quedando a merced del ciborg tras estrellar su vehículo; pero para su sorpresa, Sarah Connor ya envejecida aparece y neutraliza temporalmente al Terminator con artillería pesada, logrando escapar. 
El trío se oculta en un motel, donde Sarah explica que las encontró porque, en los años posteriores a la muerte de John, ha recibido mensajes cifrados en su celular que detallan las ubicaciones de los Terminators que Skynet envió antes de desaparecer. Cada mensaje termina con las palabras "Por John" y, gracias a estos mensajes, Sarah se ha estado dedicándo las últimas dos décadas a emboscarlos y exterminarlos.
Grace señala que ni Skynet ni John existen ahora en su línea de tiempo, ya el futuro ha sido afectado por las modificaciones del pasado. En esta línea de tiempo alterna, la humanidad es víctima de una IA llamada Legion, desarrollada originalmente para la guerra cibernética. Cuando Legion se convirtió en una amenaza para los humanos, se intentó neutralizarla con armas nucleares, lo que resultó en un holocausto nuclear tras lo cual la IA creó una red global de máquinas para terminar con los sobrevivientes; al igual como hiciera Skynet, Legión envió al presente un exterminador para matar a Dani y prevenir que existiese un líder que organizara a la humanidad en su contra.
Grace rastrea los mensajes de Sarah hasta Laredo, Texas, coincidiendo con las coordenadas dadas por la resistencia de su futuro donde encontrar apoyo para derrotar al REV-9. Cruzando ilegalmente la frontera son capturados y encerrados por las autoridades y allí atacados por el REV-9. Finalmente escapan hasta la fuente de la señal en Texas, donde descubren que los mensajes son enviados por el mismo cyborg T-800 que asesinó a John en 1998, ahora convertido en un individuo autoconsciente que vive como un humano normal. Aunque el deseo de Sarah es acabar con él, Grace le pide que se calme y puedan investigar lo sucedido. 
El T-800 relata que, tras cumplir con su misión y con Skynet borrada en esta nueva línea de tiempo, quedó sin rumbo y a través del aprendizaje, desarrolló la autoconciencia. Durante ese tiempo, aprendió de la humanidad y construyó una conciencia, adoptó el nombre de "Carl" e inició una relación con la madre de un recién nacido. Experimentar la vida de pareja y padre lo hizo entender cómo sus acciones afectaron a Sarah y, gracias a que sus sistemas poseen la capacidad de detectar desplazamientos temporales, decidió advertirla de ellos para que pudiera detenerlos y darle un propósito para seguir viviendo. 
Carl ofrece unirse a ellos para luchar contra el nuevo robot Terminator REV-9, y hacen preparativos para destruirlo; pero Sarah le advierte a Carl que cuando Dani esté a salvo, lo destruirá. Anticipando la llegada del REV-9, Carl se despide de su familia y les dice que escapen. 
El grupo le da a Dani entrenamiento en armas tácticas y planea cómo emboscar al REV-9. Para hacerlo, buscan un pulso electromagnético de grado militar (PEM) con un conocido de Sarah. El REV-9 los alcanza en una base militar, obligándolos a una persecución por aire donde el PEM se destruye. 
Durante el vuelo, Grace finalmente revela que Dani es el objetivo principal del REV-9 no porque dará a luz al líder de la resistencia, sino porque ella se convertirá en el comandante y fundadora de la Resistencia, así como la salvadora de la humanidad. El REV-9 aborda su avión y somete temporalmente a Carl, obligando a Grace, Sarah y Dani a saltar a un río cerca de la presa Hoover, con Carl y el REV-9 siguiéndoles detrás.
El grupo se interna en el interior del embalse y en la violenta batalla que sigue, Carl y Grace someten al REV-9 atrapándolo en una turbina causando una explosión que daña críticamente a los dos Terminators y hiere mortalmente a Grace. El endoesqueleto del REV-9 incapacita a Sarah, obligando a la propia Dani a enfrentarlo. Antes de morir, Grace le pide a Dani que use su fuente de energía para destruir el REV-9. Dani intenta luchar contra la máquina, pero rápidamente la vence. Carl logra reactivarse y refrena al REV-9, permitiendo que Dani lo apuñale en el cráneo con la fuente de energía de Grace. Carl se arrastra a sí mismo y al REV-9 sobre una repisa y se deja caer varios metros hacia el piso inferior y le dice a Sarah "Por John", justo antes de que el núcleo de energía explote destruyendo a ambos. 
Algún tiempo después, Dani y Sarah observan a la Grace de esta época, una niña de diez años, en un patio de juegos con su familia, la primera decidida a evitar la muerte de Grace. Sarah le dice a Dani que necesita prepararse, con Grace observando cómo la pareja se marcha.

## Reparto
- Linda Hamilton como Sarah Connor, madre de John Connor, el ex-futuro líder de la Resistencia Humana en la guerra contra las máquinas (Skynet). Ahora, una mujer mayor endurecida por la batalla y dejada sola después de la muerte de su hijo, Sarah caza y mata a Terminators para evitar el Día del Juicio y el conflicto que se avecina.[13] Después de enterarse del destino de Dani liderando una nueva Resistencia contra una despiadada AI llamada Legión,  ella la prepara como lo hizo anteriormente con John.
  - La actriz Maddy Curley se desempeña como doble de Hamilton y doble de cuerpo para la joven Sarah Connor, con CGI aplicado para recrear la apariencia facial de Hamilton de la década de 1990 en la escena de apertura.
  - La especialista de riesgo Jessi Fisher es la doble y doble de cuerpo de Hamilton para la actual Sarah Connor.
- Mackenzie Davis[14] como Grace, una soldado del año 2042 que fue acogida previamente por la comandante de la Resistencia Daniella Ramos cuando era adolescente. Grace fue posteriormente entrenada y criada por Daniella. Más tarde, Grace es parte de un equipo de seguridad para Daniella y sufre heridas de arma blanca mientras lucha contra un Terminator REV-7. Después del ataque, ella se ofrece como voluntaria para convertirse en un cyborg. Aumentada con tecnología avanzada, tiene implantado un micro reactor de plasma que le otorga increíbles cantidades de energía y posee habilidades comparables a las de un Terminator por cortos períodos de tiempo, pero requiere medicamentos y nutrición para reponer su fuerza. Sus sentidos y habilidades mejoradas le permiten detectar al REV-9 o notar vehículos antes que los humanos normales. Daniella envía a Grace para proteger a su yo más joven del Legión Rev-9.[15]
  - Stephanie Gil interpreta a Grace como una niña de 10 años en la actualidad y como una adolescente en los flashforwards.[16]
- Arnold Schwarzenegger como The Terminator, modelo T-800, un viejo Terminator construido por Skynet, y uno de varios enviados en el tiempo para matar a John Connor.[17] Después de completar su misión, ganó autoconciencia y autonomía y se integró en la sociedad humana tomando el nombre de "Carl", y finalmente comenzó una relación con una mujer mientras criaba a su hijo. Vive en Laredo, Texas y posee un negocio de cortinas.[18] Más tarde, une fuerzas con Sarah y Grace para ayudar a proteger a Dani Ramos del REV-9, aunque Sarah continúa odiando a Carl por la muerte de su hijo.
  - Brett Azar sirve como doble de cuerpo para el joven T-800, con CGI aplicado para recrear la apariencia facial de Schwarzenegger de la década de 1990 en la escena de apertura. Azar repite este papel en Terminator Génesis.[19]
- Natalia Reyes como Daniella "Dani" Ramos, una joven que trabaja con su hermano Diego en una planta de ensamblaje de automóviles en la Ciudad de México. Dani está siendo atacada por el REV-9.[20][21] Al principio, Sarah Connor cree que Dani, como ella, es la madre destinada del líder de la Resistencia. Más tarde, se revela que Dani está destinada a asumir un papel similar al del fallecido hijo de Sarah, John Connor, como la comandante fundadora de la Resistencia en la guerra contra las máquinas de Legion, con Sarah como su mentora. En el futuro, Dani envía a Grace a tiempo para detener al REV-9, y le ordena a Grace que busque al T-800 en busca de ayuda tatuando las coordenadas de su ubicación en ella.
- Gabriel Luna como REV-9, un Terminator avanzado que se originó en Legion y fue enviado a tiempo para terminar con Dani. Con un endoesqueleto sólido tradicional cubierto con metal líquido, el REV-9 posee la capacidad de separar estos dos componentes en dos unidades separadas y totalmente autónomas.[22]
- Diego Boneta[23] como Diego Ramos, el hermano menor de Dani, asesinado por el REV-9.
- Enrique Arce[24] como el padre de Dani, también asesinado por el REV-9 después de tomar su forma física.
- Tristán Ulloa como Felipe Gandal, tío de Dani y coyote fronterizo.
- James Fraser como el Mayor Dean, un oficial de inteligencia de la Fuerza Aérea de los Estados Unidos y conocido de Sarah.
- Tom Hopper como William Hardell, el comandante de Grace en la Resistencia.[25]
- Steven Cree como Rigby, un agente de la Patrulla Fronteriza de los Estados Unidos.
- Alicia Borrachero como Alicia, la esposa de Carl.[26]
- Manuel Pacific como Mateo, el hijastro de Carl.[27]
- Georgia Simon, la directora de casting de voz ADR de la película, proporcionó la voz de la madre de Grace.
- Stuart McQuarrie como supervisor de trabajo de Craig, Dani y Diego.
- Jude Collie sirvió como doble de cuerpo para el joven John Connor, con CGI aplicado para recrear la apariencia facial de Edward Furlong de la década de 1990 en la escena de apertura.[28][29][30][31]
  - Furlong proporcionó captura de movimiento para su actuación facial, que duró un día de filmación.[32]
  - Aaron Kunitz proporcionó la voz del joven John Connor.[33]

### Doblaje al español
| Actor                 | Personaje             | Doblaje en España     |
| --------------------- | --------------------- | --------------------- |
| Linda Hamilton        | Sarah Connor          | María Luisa Solá      |
| Arnold Schwarzenegger | Terminator / Carl     | Juan Carlos Gustems   |
| Mackenzie Davis       | Grace                 | Isabel Valls          |
| Natalia Reyes         | Daniella "Dani" Ramos | Natalia Reyes         |
| Diego Boneta          | Diego Ramos           | Roberto García Suárez |
| Gabriel Luna          | REV-9                 | Xavier Fernández      |
| Tristán Ulloa         | Felipe Gandal         | Juan Antonio Bernal   |
| James Fraser          | Mayor Dean            | Alfonso Vallés        |
| Tom Hopper            | William Hardell       | Víctor Viedma         |
| Steven Cree           | Rigby                 | Luis García Márquez   |
| Alicia Borrachero     | Alicia                | Alicia Laorden        |

## Producción

### Desarrollo
Para diciembre de 2013, Skydance Productions planeaba que Terminator Génesis fuera el comienzo de una nueva trilogía de películas. Las secuelas de Génesis se lanzarían el 19 de mayo de 2017 y el 29 de junio de 2018. Para la segunda película de la trilogía planeada, el actor Arnold Schwarzenegger debía repetir su papel como el T-800. Terminator Génesis fue producido por el fundador de Skydance, David Ellison, y fue lanzado en 2015, pero su decepcionante desempeño en taquilla detuvo el desarrollo de la trilogía planeada. Dana Goldberg, directora creativa de Skydance, dijo en octubre de 2015 que "no diría que [la franquicia está] en espera, sino que se reajusta". Según Goldberg, a pesar del también decepcionante desempeño en formato doméstico de Génesis, la compañía estaba contenta con sus números mundiales y todavía tenía la intención de hacer nuevas películas. La producción de una secuela comenzaría no antes de 2016 porque la compañía planeó una investigación de mercado para determinar su dirección después de Génesis. Las secuelas de Génesis fueron finalmente canceladas.
Tim Miller y Ellison hablaron de que Miller eventualmente dirigiría una nueva película de Terminator después de completar Deadpool 2. Cuando Miller abandonó el proyecto Deadpool 2 en octubre de 2016, tomó la película Terminator como su próximo proyecto. A petición de Miller, el creador de la franquicia James Cameron se unió posteriormente al proyecto. Cameron había dirigido y coescrito las dos primeras películas de Terminator, y Miller, a través de su compañía Blur Studio, había trabajado previamente con Cameron. Ellison sintió que Génesis  podría haber sido mejor, por lo que reclutó a Cameron como compañero productor con la esperanza de crear una mejor película. Cameron estaba intrigado por la propuesta de Ellison de hacer una continuación directa de Terminator 2: el juicio final, ignorando los eventos de Terminator 3: La rebelión de las máquinas (2003), Terminator: la salvación (2009) y Terminator Génesis. Cameron dijo que "estamos fingiendo que las otras películas fueron un mal sueño. O una línea de tiempo alternativa, lo cual está permitido en nuestro versículo múltiple". Otros cineastas en el proyecto habían sugerido hacer la película sin Schwarzenegger, pero a Cameron no le gustó la idea ya que él y Schwarzenegger eran amigos. Cameron acordó producir la película con la condición de que Schwarzenegger se involucrara. Como productor, Cameron participó en trabajos de preproducción y guion, y también brindó su opinión sobre el proyecto. Miller sintió que el público había "perdido la esperanza" en la franquicia después de las últimas tres películas. Él creía que la participación de Cameron serviría como un "sello de calidad" que convencería a los fanáticos de que la franquicia "se manejaría al menos de la manera que el realizador original desearía".
Cameron estuvo involucrado con la película a partir de enero de 2017, y Ellison estaba buscando un escritor entre los autores de ciencia ficción con la intención de que Miller dirigiera. Más adelante en el mes, Ellison dijo que habría un anuncio sobre el futuro de la franquicia antes de fin de año, y agregó que iba a estar en una dirección que proporcionaría "la continuación de lo que los fanáticos realmente querían desde Terminator 2". En julio de 2017, Cameron dijo que estaba trabajando con Ellison para establecer una trilogía de películas y supervisarlas. La intención era involucrar a Schwarzenegger, pero también presentar nuevos personajes y "pasar el testigo".

### Preproducción
El 12 de septiembre de 2017, Skydance Media confirmó que Miller dirigiría la nueva película Terminator, que inicialmente se estrenó el 26 de julio de 2019. El presupuesto de la película fue de aproximadamente $185– $196 millones, dividido aproximadamente en tres partes entre Skydance, Paramount Pictures y 20th Century Fox. Tencent Pictures, con sede en China, se unió al proyecto como cofinanciador en abril de 2018, en última instancia, financió el diez por ciento del presupuesto. Tencent también se encargó de la distribución, comercialización y comercialización de la película en China. TSG Entertainment también participó en la producción.

#### Escritura
Antes de contratar guionistas, Miller había pedido que se consultara a un grupo de novelistas sobre cómo reinventar la franquicia. Entre los novelistas estaban Joe Abercrombie, Neal Asher, Greg Bear, Warren Ellis y Neal Stephenson. Abercrombie sugirió la idea de un personaje femenino mitad humano y mitad máquina, formando los orígenes del personaje Grace. Un personaje humano-máquina apareció previamente en Terminator Salvation.
La historia de la película fue concebida por Miller, Cameron y Ellison, y se contrató a un equipo de escritores para escribir el guion. Incluyeron a Charles H. Eglee, David S. Goyer y su compañero de escritura Justin Rhodes, y Josh Friedman, creador de la serie de televisión Terminator: The Sarah Connor Chronicles. Cameron y los escritores vieron las secuelas de Terminator que surgieron después de sus películas iniciales. Determinaron que las historias de las películas posteriores eran demasiado complejas cuando se trataba de viajes en el tiempo. Se pasaron semanas trabajando en la historia que finalmente se imaginó como una nueva trilogía de películas de Terminator. Goyer escribió un borrador para la primera película de la trilogía que finalmente se convertiría en Terminator: Dark Fate.
Goyer pasó a otros proyectos. En noviembre de 2017, Billy Ray fue contratado para pulir el guion. Ray reescribió gran parte del borrador de Goyer. Miller escribió las escenas de acción de la película, mientras que Ray manejó a los personajes. Cameron tenía una lista de escenas de acción, para ninguna película en particular, que había querido filmar a lo largo de los años. Le dio esta lista a Miller, para que pudiera trabajar en Terminator: Dark Fate. La lista formó la base para escenas que involucran una presa hidroeléctrica y un Humvee bajo el agua. A medida que se acercaba el inicio de la filmación, Cameron sintió que el guion necesitaba mejoras e hizo los cambios él mismo. Los créditos de la historia de la película fueron entregados a James Cameron, Charles Eglee, Josh Friedman, David Goyer y Justin Rhodes; guion de David Goyer, Justin Rhodes y Billy Ray. Cameron dijo que él y Miller finalmente tuvieron muchos desacuerdos sobre la película, pero lo describió como parte del proceso creativo. Entre sus desacuerdos estaba si la resistencia humana estaría ganando o perdiendo ante Legión en el futuro. Miller quería que los humanos estuvieran perdiendo, mientras que Cameron sentía de manera diferente. Miller dijo: "Legión es tan poderosa que la única forma de vencerla es retroceder en el tiempo y estrangularla en la cuna. Jim dice:" ¿Qué tiene de dramático que los humanos pierdan? Y digo: 'Bueno, ¿qué tiene de dramático que los humanos ganen y solo necesiten seguir ganando?' Me gusta una última posición. No es lo suyo". Miller también tuvo desacuerdos con Ellison.
Miller dijo que la destrucción de Cyberdyne al final de Terminator 2: Judgment Day es un evento que cambiaría el futuro "pero nadie sabía cómo. Y no creo que las películas que vinieron después realmente exploraran eso de una manera limpia". Como creo que somos, con verdaderas consecuencias, tiene mucho sentido que Sarah sea la que enfrente esas consecuencias, ya que fueron sus elecciones para empezar". Una consecuencia sería la muerte de John Connor, quien fue inicialmente destinado a convertirse en el futuro líder de la resistencia humana contra las máquinas. La decisión de matar al personaje de John Connor vino de Cameron, que quería sorprender al público que se había involucrado en la mitología del personaje: "Es como, 'Vamos a sacar eso de la mesa. Saquemos la alfombra de debajo de todas nuestras suposiciones sobre de qué va a tratarse una película de Terminator. Pongamos una bala en la cabeza en los primeros 45 segundos". Cameron dijo que la muerte de John sirve como "un trampolín para mostrar la historia". El trauma definitivo de Sarah, del cual solo comienza a recuperarse justo al final de la nueva película. Está impulsada por el odio, por la venganza... Su coraje proviene de un lugar de dolor profundo".
Miller dijo que él y los otros cineastas no encontraron controvertida la decisión de matar a John. Miller sintió que Sarah Connor era mejor retratada como un personaje infeliz, y dijo que la muerte de John proporcionó una razón para que ella fuera así. Miller dijo de Sarah Connor: "El dolor la hizo querer ser una máquina de matar sin emociones. Y al final de la película, se está permitiendo volver a preocuparse, vuelve a la humanidad. Su corazón marchito ha florecido de nuevo. Ese fue el viaje". Sin embargo, Miller no quería que Sarah Connor fuera un personaje desagradable e "imposible de ver" y dijo: "Creo que Sarah es dura, pero no es incómodo de ver".
Cameron creía que eliminar a John Connor evitaría que la película se sintiera como un recauchutado de películas anteriores. Descartar a John Connor permitió que nuevos personajes se trabajaran en la historia. Miller dijo: "No puedes permitir que John sea un contable de 36 años en algún lado. Y realmente, cuando lo piensas, podría ser una figura patética como un hombre que se perdió su momento en la historia y fue relegado a esta existencia banal y ordinaria". Al describir la escena de apertura, Miller dijo: "Desea abofetear a la audiencia y decir: "Despierta. Esto va a ser diferente". Siento que eso logró. Odio su violencia. Odio la idea de que le disparen a un niño, pero el dramático combustible que le da a la historia es innegable". En las primeras etapas de desarrollo, se consideró la idea de que Dani Ramos podría ser retratada como la hija de John, o que ella podría tener alguna otra conexión con los Connor. Sin embargo, a Miller no le gustaba la idea de que ella estuviera relacionada con ellos. Nunca hubo planes para presentar a John Connor en ninguna otra escena además de la apertura. Linda Hamilton estaba un tanto sorprendida por la decisión de matar a John Connor, pero también dijo que quería que la serie de películas y sus personajes evolucionaran. Estaba complacida con los personajes de la película porqué sentía que las secuelas posteriores de Terminator 2 carecían de personajes que a la audiencia le importaran.
Miller estaba insatisfecho con la idea final de la película de que Dani enviaría a Grace al pasado, diciendo: "Establecimos toda esta [historia] donde Grace es una especie de hija sustituta de Dani y una madre que envía a su hija a morir por ella es solo... Sí, tenía una escena diferente en mente". Además, se consideraron varios finales, incluido uno donde Sarah y Dani enterrarían a Grace, y otro donde el cuerpo de Grace sería quemado y enviado río abajo. Finalmente, Miller sugirió la idea de que Dani iría a ver a la joven Grace. La escena del patio de recreo final fue una adición tardía a la película.
Cameron ideó la idea de un T-800 Terminator que está "ahí afuera en esta especie de limbo" durante más de 20 años después de llevar a cabo una orden, volviéndose más humano "en el sentido de que está evaluando las consecuencias morales de las cosas que él hizo, que se le ordenó que volviera en sus primeros días, y realmente desarrollara una conciencia". Cameron consideró que esta evolución del personaje era más interesante que las presentadas en sus dos primeras películas, y dijo: "Hemos visto el Terminator que estaba programado para ser malo; has visto el que estaba programado para ser bueno, para ser un protector. Pero en ambos casos, ninguno de ellos tiene libre albedrío". Schwarzenegger disfruta de la decoración de interiores, por lo que Cameron sugirió que su personaje T-800 en la película tuviera un negocio de cortinas. Miller arregló la estructura del guion para que el personaje de Schwarzenegger apareciera más adelante en la historia, para dar tiempo a que se desarrollen los tres personajes principales femeninos.

#### Casting
En abril de 2017, Schwarzenegger se había unido al proyecto para repetir su papel. Ese septiembre, se anunció que Hamilton volvería a repetir su papel de Sarah Connor. La última vez que Hamilton interpretó al personaje en pantalla fue en Terminator 2, aunque también proporcionó su voz en un papel sin acreditar para Terminator Salvation. Debido a que las películas anteriores de Terminator no le iban bien al público, Miller sintió que era necesario que Hamilton repitiera el papel. Cameron, Ellison y Miller solo querían traer de vuelta al personaje de Sarah Connor si Hamilton volviera a interpretar el papel. La historia de la película se diseñó primero para que el trío tuviera una idea para lanzar a Hamilton. Cameron dijo que le envió a Hamilton un "correo electrónico largo con muchas razones por las que debería hacerlo y muchas razones por las que no debería". La razón principal de Cameron por la que Hamilton debería regresar era que a la gente le gustaba en el papel. Nunca hubo una versión de la película que excluyera a Hamilton, y Miller dijo que no había un plan de respaldo en caso de que ella rechazara el papel.
Después de aproximadamente seis semanas, Hamilton decidió firmar la película, que aún no tenía un guion completo para que ella leyera; eso todavía estaba siendo refinado. Inicialmente, Hamilton no estaba segura de si quería repetir el papel. Ella había estado semirretirada de la actuación y dijo: "No quería que pareciera una toma de dinero desvergonzada. Estoy viviendo una vida tranquila y encantadora que no implica ser una celebridad, y realmente tengo que pensar, ¿realmente quiero cambiar eso de nuevo por otros 15 minutos?". Debido a que había pasado tanto tiempo desde su aparición en 1991 como Sarah Connor, Hamilton había asumido que nunca volvería a repetir el papel, y ella estaba sorprendida por la oferta de hacerlo. Sobre su decisión de regresar, Hamilton dijo: "Estaba muy contenta de que hubieran pasado todos esos años, porque podía llenar los años con tanta historia de fondo y vida interior que podría impulsar al personaje".
Hamilton pasó más de un año trabajando con un entrenador físico para ponerse en forma física para el papel. Hamilton dijo que puso diez veces más esfuerzo en su físico que en Terminator 2. Esto incluyó un régimen de suplementos y hormonas, así como también entrenamiento con Boinas Verdes. Ella también tomó entrenamiento en armas. Comentando sobre el papel de Hamilton, Cameron dijo que le gustaba la idea de una película de acción protagonizada por una actriz de 62 años. Hamilton eligió teñirse el cabello de gris para la película, ya que quería que los espectadores vieran a su personaje como una anciana. Ella había sugerido que su personaje apareciera como una persona mayor promedio, sin entrenamiento ni ejercicio habituales, para que no tuviera que entrenar físicamente para la película, aunque la idea fue rechazada.
En marzo de 2018, se anunció que Mackenzie Davis había sido elegida para la película. Miller dijo de Davis: "No solo quería una mujer que pudiera adaptarse físicamente al papel, sino también emocionalmente. Mackenzie realmente quería hacerlo; vino después del papel. Trabajó más duro que nadie". Después de Davis fue elegida, realizó entrenamiento físico para las escenas de lucha de la película. Schwarzenegger y Gabriel Luna también se sometieron a entrenamiento físico para la película. Luna fue considerado por primera vez para un papel en diciembre de 2017, cuando comenzó un proceso de casting de cuatro meses para él.
La producción buscaba elegir a una mujer de 18 a 20 años para que fuera la nueva pieza central de la historia. Hamilton ensayó líneas con varias actrices que estaban audicionando para el papel de Dani, e inmediatamente sintió que Natalia Reyes era la elección correcta. Cuando Reyes envió una cinta de audición, todo lo que sabía sobre el proyecto era que era una "gran película estadounidense". Pronto tuvo una reunión con Miller a través de Skype, antes de venir a Los Ángeles para audicionar con Hamilton. Para su próxima audición, Reyes fue trasladada a Dublín para audicionar con Davis, quien estaba allí filmando otra película. El proceso de casting duró un mes y medio para Reyes antes de que finalmente fuera elegida. Posteriormente, realizó un entrenamiento físico para prepararse para el papel.
Debido a que la película está ambientada parcialmente en la Ciudad de México, el elenco incluye varios actores hispanoamericanos, incluyendo Reyes (colombiana), Luna y Diego Boneta (mexicanos), quienes fueron elegidos como personajes principales en abril de 2018. Reyes dijo: "Esta película es un reflejo de Hollywood ahora. Simplemente estamos cambiando estos estereotipos y las ideas y los clichés de lo que debería ser un "latino"". Cameron vio todas las cintas de audición y dio su aprobación a las opciones de casting. En junio de 2018, Jude Collie había sido elegido como el doble para un joven John Connor, con Brett Azar repitiendo su papel de Genisys como el doble del cuerpo para un T-800 más joven.
Cameron anunció en julio de 2019 que Edward Furlong volvería a interpretar su papel de John Connor de Terminator 2: El juicio final. Furlong luego sostuvo que su papel en la película era pequeño y Miller lamentó que Cameron hubiera hecho tal anuncio. La imagen de Furlong se usó para recrear digitalmente su rostro más joven usando CGI. También realizó una actuación a través de imágenes de captura de movimiento de su rostro que se agregaron a la película. Para su actuación, Furlong vio simultáneamente imágenes de Collie durante la escena de apertura de la película y tuvo que combinar su propia actuación con la de Collie precisamente. Furlong se acredita como "referencia de John Connor". Furlong estaba decepcionado por su pequeño papel, que se limitaba a un día de trabajo.

### Rodaje
La producción estaba destinada a comenzar inicialmente en marzo de 2018, pero se retrasó debido al casting. Luego se esperaba que comenzara durante mayo y terminara en noviembre con la filmación en Hungría, el Reino Unido, España y México. En abril de 2018, la fecha de lanzamiento de la película se retrasó hasta noviembre de 2019. La filmación comenzó en España el 4 de junio de 2018, bajo el título de trabajo Terminator 6: Fénix. Posteriormente, la filmación se trasladó a Hungría y Estados Unidos, antes de concluir en noviembre de 2018.
La película, como las películas Terminator iniciales de Cameron, tiene una clasificación R, mientras que las dos películas anteriores fueron clasificadas PG-13. Miller dijo que la película está clasificada como R porque "los fanáticos lo exigieron, de alguna manera", diciendo que "el ADN de Terminator" es una película clasificada como R y que "al no hacerlo, R se siente falso al material original" . Inicialmente, ciertas escenas se filmaron de dos maneras: con y sin violencia y lenguaje con clasificación R. Esto les dio a los cineastas una alternativa en el caso de que la calificación R prevista de la película debería ser reconsiderada. Los realizadores finalmente abandonaron este método después de decidirse definitivamente por una película con clasificación R.
Durante el rodaje, Cameron realizó más cambios en el guion para perfeccionar a los personajes. En algunos casos, los cambios en su guion fueron enviados a Miller solo un día antes de la filmación de la escena. Hamilton rechazó ciertas líneas de diálogo que ella consideraba inusuales para Sarah Connor. Schwarzenegger también agregó y cambió algunas de sus propias líneas durante el rodaje. Cameron no visitó el set, ya que estaba ocupado filmando sus secuelas de Avatar. Tampoco quería interferir con el trabajo de dirección de Miller.

#### España
El primer día de rodaje tuvo lugar en Isleta del Moro, Almería, España. Involucró la escena de apertura fundamental con los personajes del T-800, Sarah Connor y John Connor. Los tres personajes fueron retratados en la escena por dobles corporales, y luego se aplicó el antienvejecimiento digital para darles una apariencia juvenil. Los dobles llevaban capuchas especiales que rastreaban los movimientos de su cabeza, permitiendo que sus rasgos faciales fueran reemplazados posteriormente por nuevas imágenes faciales de captura de movimiento grabadas por Schwarzenegger, Hamilton y Furlong.
Durante el rodaje de la escena de apertura, Hamilton expresó su insatisfacción con la representación del doble de cuerpo, sintiendo que no reflejaba con precisión el personaje. Hamilton aconsejó a la doble sobre cómo retratar al personaje para una respuesta más feroz al personaje T-800. Hamilton estaba decepcionada de que ella no tuviera parte en la pantalla en la escena y luego dijo: "No fui yo y realmente me dolió. Lloré cuando llegué a casa". La película usó más mujeres especialistas para Sarah Connor que en Terminator 2. Hamilton dijo que "realmente se volvió un poco loca tratando de administrarlas" para asegurarse de que se movieran de la manera en que su personaje debería hacerlo. Por esta razón, Hamilton realizó algunas de sus propias acrobacias.
Las escenas que se desarrollaron en México fueron filmadas en su totalidad en España, donde la filmación duró aproximadamente 30 días. España fue elegida por razones presupuestarias y por preocupaciones de seguridad por la violencia del cártel de drogas en México. Las principales secuencias desérticas fueron grabadas durante julio de 2018 en el desierto de Tabernas, provincia de Almería. Estas escenas también sirvieron posteriormente para la producción del tráiler de la película. Los lugares de rodaje también incluyeron los barrios madrileños de Pueblo Nuevo y Lavapiés, que se convirtieron en ciudades mexicanas. Para estas escenas, el equipo de filmación repintó automóviles para que parecieran taxis y también dejó vehículos viejos en las calles para sugerir que fueron abandonados. También se contrató a un artista para pintar grafitis para darle al lugar una apariencia mexicana. A Boneta, que nació y creció en la Ciudad de México, se le pidió que se reuniera con los líderes del departamento de arte de la película para asegurarse de que los lugares de rodaje en España tuvieran un auténtico aspecto mexicano. Mientras filmaba en España, Luna entrenó a varios actores sobre cómo hablar español con acento mexicano.

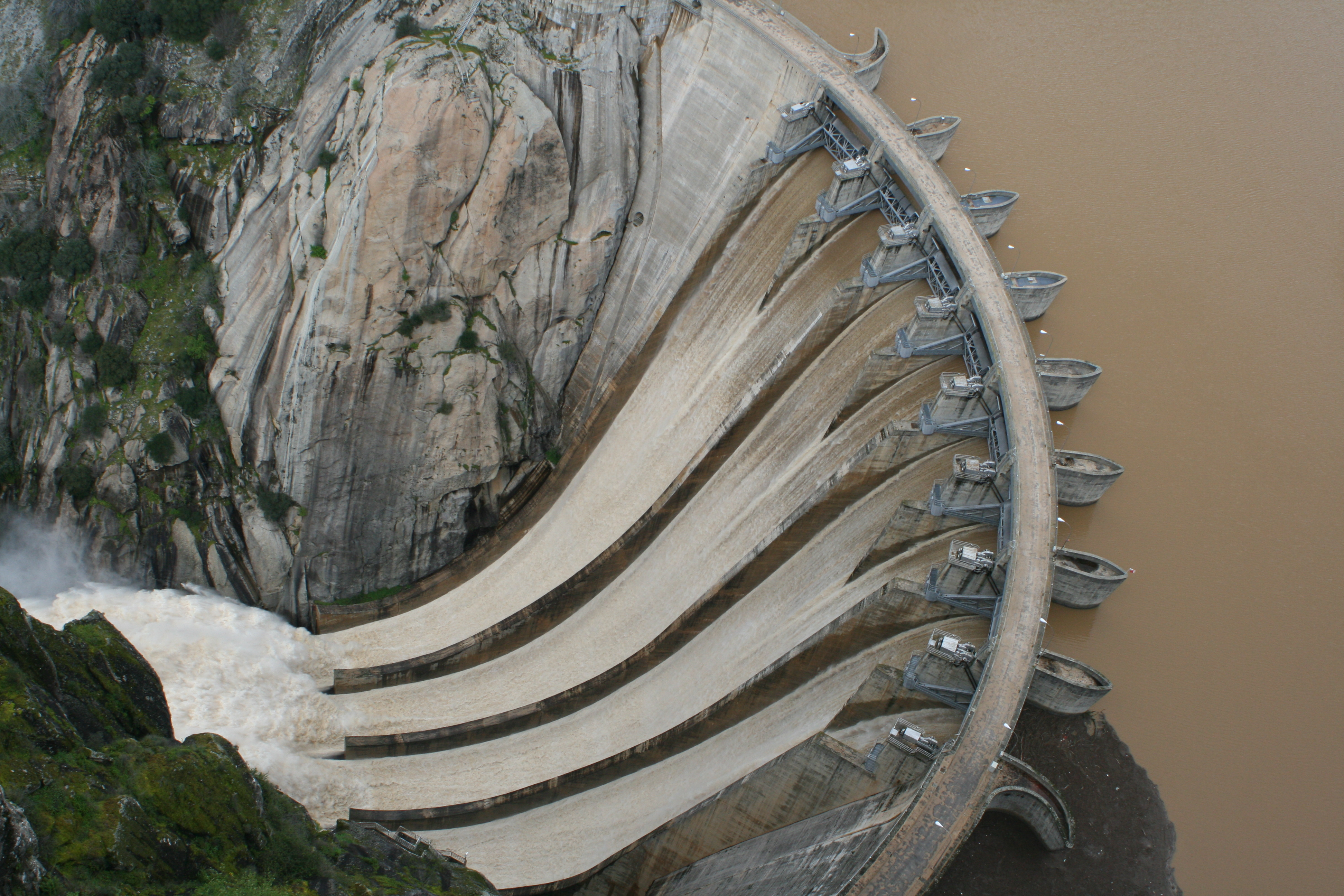
Presa de Aldeadávila

En julio de 2018, la filmación tuvo lugar durante dos semanas en Catral, incluido el polígono industrial de San Juan. El rodaje también tuvo lugar en Cartagena, España y en la presa de Aldeadávila. Se usó una combinación de efectos prácticos y CGI para una secuencia de persecución en carretera en la que el Rev-9 persigue a Grace, Dani y Diego. La presentación actual de Sarah Connor también tiene lugar en la carretera, y Hamilton ensayó la escena extensamente antes de que fuera filmada. Se habían considerado aproximadamente siete ubicaciones de autopistas en España antes de decidirse por la elección final, que consiste en nuevas carreteras que conducen al Aeropuerto Internacional de la Región de Murcia, que entonces no se había abierto.
La secuencia de persecución en carretera requirió un equipo de aproximadamente 300 personas, con muchos departamentos de cine diferentes involucrados. Se construyó un vagón personalizado, similar a un buggy, para transportar una camioneta durante la filmación. Esto permitió a Davis, Reyes y Boneta representar sus escenas en el camión mientras un conductor profesional manejaba la conducción en el vagón. Se colocaron cámaras en la camioneta para filmar a los actores mientras el vehículo estaba en movimiento. Una toma filmada en el polígono industrial de San Juan muestra al Rev-9 conduciendo su camión arado a través de una pared, que fue construida específicamente para la toma. La persecución en la carretera inicialmente se planeó para ser el doble. El Rev-9 habría matado a un policía y robado una motocicleta para continuar su persecución, y la motocicleta sería disparada y destruida. Posteriormente, el Rev-9 saltaría a un camión y luego al vehículo de Dani. La secuencia extendida se previsualizó, pero Miller decidió no filmarla ya que la secuencia ya se consideraba "lo suficientemente loca". Anteriormente, Miller había querido filmar la secuencia de motocicletas para su película Deadpool de 2016.

#### Hungría y Estados Unidos
La filmación se mudó a Hungría el 19 de julio de 2018. Lugares de rodaje allí incluyeron Origo Film Studios en Budapest. Parte de la secuencia del plano C-5 de la película involucra a los personajes que flotan en el fuselaje en gravedad cero. Miller habló con los pilotos para investigar la gravedad y las escenas de acción del avión, que eran difíciles de coreografiar debido a los constantes cambios de gravedad representados. Hamilton dijo que el guion de la película fue el primero que no entendió completamente, debido a la gran cantidad de acción. La previsualización animada ayudó al elenco durante tales escenas. En Budapest, el supervisor de efectos especiales Neil Corbould creó la pieza de plató más grande de la película: el fuselaje del C-5. El set fue construido sobre un cardán de 85 toneladas, el más grande jamás construido. El conjunto era capaz de girar 360 grados y podía inclinarse hacia atrás y hacia adelante a 10 grados. Funcionaba con cinco bombas hidráulicas de 200 litros por minuto, así como más de una milla y media de mangueras hidráulicas. Se tuvo que cavar un pozo en el piso de concreto del escenario de sonido para acomodar el conjunto grande, que tardó aproximadamente cinco meses en diseñarse y otros cinco meses en construirse. El set tenía 60 pies de largo, la mitad del largo de un fuselaje C-5 real, y contenía una pantalla azul en un extremo para que los efectos de postproducción se agregaran más tarde. El conjunto giratorio ayudó a lograr la sensación de gravedad necesaria para la escena, y también permitió que los miembros del equipo de cámara se engancharan dentro. El conjunto del avión estaba acolchado para los actores que filmaron escenas en su interior. Réplicas de espuma de vehículos militares también estaban situadas dentro del avión con los actores.
Davis dijo que filmar la película fue "lo más difícil" que había hecho debido a los requisitos físicos. Una escena muestra un Humvee cayendo del avión C-5, con Grace teniendo que abrir los paracaídas del vehículo para aterrizarlo de manera segura. Davis fue suspendida con cables para realizar la escena, que fue filmada en Budapest. Una escena de acción submarina tardó semanas en filmarse e implicó sumergir a Hamilton y Reyes en un tanque de agua. La escena muestra a Sarah y Dani dentro del Humvee después de caer sobre la presa y sumergirse en el agua. La escena fue filmada en un tanque rodeado por un gran escenario de pantalla azul que representaba el entorno exterior. Para la escena, cada día de rodaje tuvo lugar durante períodos de 12 horas desde la tarde hasta la mañana. Otra escena muestra a los T-800 y Rev-9 luchando bajo el agua.
La película incluye una escena en la que los personajes se encuentran en un centro de detención en la frontera entre México y Estados Unidos. Miller dijo que no se trataba de un comentario social o una declaración política sobre asuntos de inmigrantes relacionados con la frontera, afirmando que la escena era "solo una evolución natural de la historia". Señaló: "Traté de caminar una línea allí porque es una situación terrible, pero no quería vilipendiar a los guardias fronterizos. Son personas que hacen un trabajo. El sistema es el problema. E incluso la elección de hacerlo realmente no fue una declaración. Realmente fue una función de nosotros poner el comienzo de la historia en el centro de México y luego viajar". Miller se emocionó mientras filmaba la escena debido a su representación de inmigrantes detenidos en un centro de detención. Luna dijo: "No tomamos ninguna postura política abierta; solo te mostramos lo que está sucediendo en el mundo y lo recibes como puedas". Las escenas en el centro de detención fueron filmadas en julio de 2018, en una antigua Fábrica de Nokia en la ciudad húngara de Komárom.
A finales de julio de 2018, Schwarzenegger comenzó a filmar escenas en Budapest. En septiembre de 2018, la filmación tuvo lugar en una fábrica de Mercedes-Benz en Kecskemét. El rodaje en los Estados Unidos estaba programado para comenzar a mediados de octubre. La cabaña de Carl fue construida desde cero. Si bien a los realizadores les gustó el paisaje circundante, rechazaron una casa anterior que se construyó en la propiedad para otra producción, por lo que se demolió para construir la nueva casa. Schwarzenegger completó la filmación el 28 de octubre de 2018. La filmación terminó a principios de noviembre de 2018.

### Posproducción
Cameron, quien también trabaja como editor de películas, estuvo muy involucrado en la edición de Terminator: Dark Fate. Vio un montaje aproximado de la película a principios de 2019 y le proporcionó a Miller notas sobre cómo mejorarlo, sintiendo que necesitaba ser perfeccionado. Dijo que la película "se transformó bastante" desde el montaje preliminar. El montaje inicial de la película, conocido como montaje de ensamblaje, fue de dos horas y 50 minutos. El corte del director de Miller estaba más cerca del tiempo de ejecución final de la película. Se eliminaron tres o cuatro minutos del corte del director, incluidas algunas escenas. También se recortaron algunas escenas, incluida la lucha submarina y las de a bordo del avión C-5. En su montaje, Miller dijo que eliminó "muchas cosas" que Cameron pensó que eran importantes. Miller también dijo que él y Cameron tenían muchos desacuerdos sobre las líneas de diálogo que Miller pensaba que eran "poéticas y hermosas", mientras que Cameron pensaba que no eran importantes. Debido a la falta de control total durante todo el proyecto, Miller dijo que probablemente no volvería a trabajar con Cameron, aunque ambos mantuvieron una buena relación.
En un momento al final de la producción, Miller consideró colocar la escena de apertura más adelante en la película, cuando Sarah está en la habitación del motel explicando la muerte de John a Grace y Dani. Sin embargo, Miller dijo que esta estructura "realmente cambió muchas cosas negativamente", y finalmente decidió mantenerla como una escena de apertura, para comenzar la película sorprendiendo a la audiencia. La escena de apertura fue originalmente más larga ya que presentaba un diálogo entre Sarah y John. Esto fue cortado de la película final, ya que Cameron y Miller creían que los efectos visuales no se mantenían bien cuando los personajes hablaban. Otra escena eliminada entraba en más detalles sobre cómo Carl sabía sobre otros Terminators que llegaban del futuro. La escena, escrita por Cameron, explicaba que Carl creó una aplicación de teléfono móvil para rastrear a los recién llegados, lo que interrumpe las señales de los teléfonos móviles. La escena fue eliminada porque se consideró demasiado humorística en comparación con el resto de la secuencia, que tiene un tono serio ya que involucra a Sarah conociendo al asesino de su hijo. Se eliminó un plano de la pelea final de Carl con el Rev-9 que representaba la extracción de carne del brazo de Carl. Miller dijo: "Tuvimos que caminar por la línea entre lo asqueroso y lo horrible", y describió la piel del brazo como "colgando como un gran trozo de cecina", diciendo: "Ahí es donde dibujamos la línea".
La película contiene 2600 tomas de efectos visuales digitales y se editó con Adobe Premiere Pro y Adobe After Effects. Los efectos visuales fueron proporcionados por Industrial Light & Magic (ILM) y Scanline VFX, supervisados por Alex Wang, David Seager, Arek Komorowski. Eric Barba fue el supervisor de producción con la ayuda de Blur Studio, Digital Domain, Method Studios, Unit Image, Rebellion VFX, The Third Floor, Inc. y Cantina Creative. Inicialmente, ILM iba a ser la única compañía que trabajara en efectos visuales, pero otros fueron contratados debido a la cantidad de trabajo que había que hacer en la película. El tercer piso manejó parte de la previsualización. Method Studios creó efectos visuales para escenas relacionadas con el avión C-5 y un accidente de helicóptero. La compañía también creó un plano de establecimiento de una base militar, y varios durante el cruce fronterizo. Blur Studio manejó escenas que representan el futuro de Grace como soldado.
ILM manejó el envejecimiento en la escena de apertura. El supervisor de efectos visuales de ILM, Jeff White, dijo que se trabajó mucho en la escena para garantizar que las caras de los personajes parecieran realistas y tuvieran las mismas semejanzas que Terminator 2. Después de ver las tomas digitales en la cabeza, Schwarzenegger proporcionó orientación al equipo de ILM, que realizó ajustes sutiles para perfeccionar los movimientos faciales de su personaje. El equipo de ILM también creó los efectos de metal líquido del Rev-9. El equipo estudió fotografía a cámara rápida que representaba el crecimiento de algas y hongos, y esto inspiró los movimientos del metal líquido.
Según Cameron en febrero de 2019, el título provisional de la película era Terminator: Dark Fate. Esto se confirmó como el título oficial de la película al mes siguiente.

## Música
Tom Holkenborg compuso la partitura de la película, reuniéndose con el director Tim Miller después de su colaboración en Deadpool. Holkenborg recreó el tema original "Terminator" de Brad Fiedel al tiempo que presentaba elementos hispanoamericanos para reflejar el origen étnico de Dani Ramos. Holkenborg usó aproximadamente 15 instrumentos mientras componía la partitura, y también usó el sonido de un yunque y el golpe de una lavadora. Holkenborg describió su puntuación como "mucho más agresiva" que la de Fiedel. La banda sonora fue lanzada digitalmente el 1 de noviembre de 2019 por Paramount Music.

### Banda sonora
Toda la música está compuesta por Tom Holkenborg.

Toda la música compuesta por Tom Holkenborg. 
| Terminator: Dark Fate (Music from the Motion Picture) | |          |  |
| N.º                                                   | Título                                                                                                 | Duración |  |
| 1.                                                    | «Terminated»                                                                                           | 1:28     |  |
| 2.                                                    | «My Name Is Dani»                                                                                      | 3:39     |  |
| 3.                                                    | «REV 9»                                                                                                | 3:10     |  |
| 4.                                                    | «Iron Spike»                                                                                           | 2:52     |  |
| 5.                                                    | «Enter Sarah»                                                                                          | 0:59     |  |
| 6.                                                    | «Grace»                                                                                                | 4:24     |  |
| 7.                                                    | «Drones Coming»                                                                                        | 1:46     |  |
| 8.                                                    | «The Wall»                                                                                             | 4:12     |  |
| 9.                                                    | «Terminator»                                                                                           | 2:57     |  |
| 10.                                                   | «Coyote»                                                                                               | 2:18     |  |
| 11.                                                   | «The Picture on the Fridge»                                                                            | 0:42     |  |
| 12.                                                   | «C5»                                                                                                   | 4:10     |  |
| 13.                                                   | «HUMV»                                                                                                 | 1:59     |  |
| 14.                                                   | «You Saved Me»                                                                                         | 5:41     |  |
| 15.                                                   | «Screaming Turbines»                                                                                   | 4:13     |  |
| 16.                                                   | «For John»                                                                                             | 7:59     |  |
| 17.                                                   | «Epilogue»                                                                                             | 1:10     |  |
| 18.                                                   | «Dark Fate» (basado en "The Terminator Theme" de la película The Terminator compuesto por Brad Fiedel) | 4:19     |  |

## Mercadotecnia

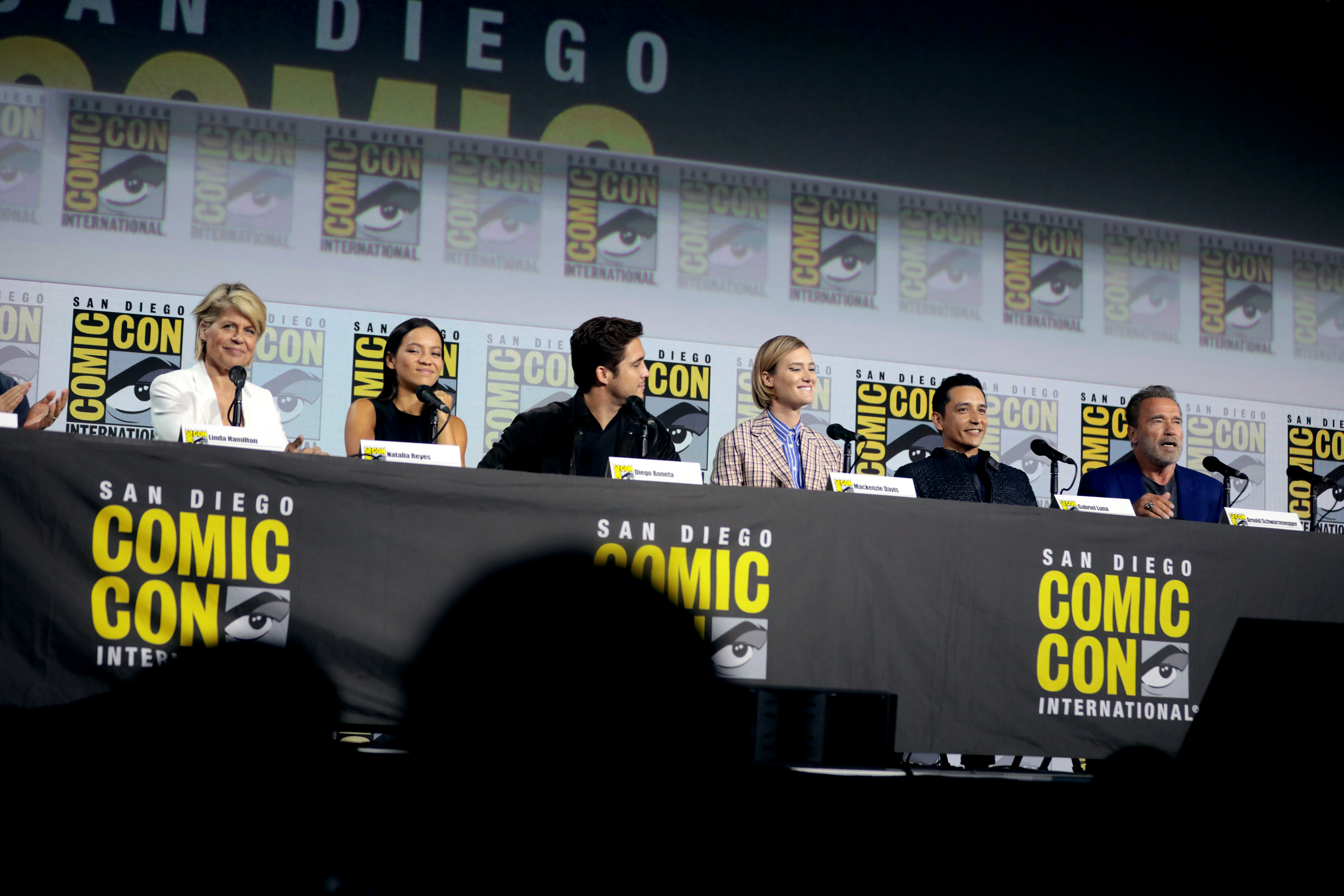
Fotografía de los miembros del elenco de Terminator: Dark Fate promocionando la película en la Comic-Con de San Diego 2019.

En agosto de 2018 se lanzó una imagen promocional que muestra a las tres actrices principales de la película. Fue objeto de algunos comentarios en Internet sobre la posibilidad de que la película fuera un reinicio femenino de la franquicia después de los fracasos críticos y comerciales de proyectos similares, como el reinicio de Cazafantasmas centrado en mujeres. El 23 de mayo de 2019 se lanzó un avance de la película que presenta una versión de "Hunter" de Björk interpretada por John Mark McMillan. Los tráileres teatrales e internacionales de la película fueron lanzados el 29 de agosto de 2019. La fecha de lanzamiento de los tráileres marcó el aniversario de la fecha original del día del juicio dada en la segunda película. Inicialmente, la campaña de marketing destacó el regreso de Cameron y Hamilton. En los últimos meses, la campaña se centró más en la acción y los efectos especiales de la película. Los socios promocionales incluyeron Adobe Inc. y Ruffles. En septiembre de 2019, Adobe y Paramount Pictures lanzaron un concurso para que las personas crearan su propia versión remix del tráiler utilizando el software y los activos de Adobe de la película.
A principios de octubre de 2019, se mostraron breves imágenes de la película durante las proyecciones IMAX de Joker. Miller y el elenco realizaron una gira de prensa mundial para promocionar la película, y Hamilton asistió a un evento de estreno en Seúl el 21 de octubre de 2019.
El personaje de Schwarzenegger tiene una camioneta que anuncia "Carl's Draperies 888-512-1984" a un lado. Este era un número real que llevaba a una grabación de voz del actor que finge ser el personaje. El número hace referencia al 12 de mayo de 1984, la fecha a la que Kyle Reese viaja en el tiempo en la primera película.

### Mercancías
El videojuego de 2019 Gears 5 le permite al jugador jugar como Sarah Connor con Hamilton expresando su personaje o un modelo T-800 Terminator. El juego fue lanzado el 6 de septiembre de 2019. El modelo T-800 fue más tarde un personaje jugable descargable en Mortal Kombat 11, usando la imagen de Schwarzenegger, pero sin que el actor expresara el personaje. El contenido descargable se lanzó el 8 de octubre de 2019. Un juego móvil, titulado Terminator: Dark Fate - The Game, fue lanzado en octubre de 2019. La National Entertainment Collectibles Association publicó figuras de acción basadas en la película, y Chronicle Collectibles lanzó una estatua T-800 de 18 pulgadas.

## Estreno
La película fue lanzada en el Reino Unido el 23 de octubre de 2019 y fue lanzada el 1 de noviembre de 2019 por Paramount Pictures en Norteamérica, Tencent Pictures en China y por 20th Century Fox en otros territorios. El 19 de octubre de 2019, Alamo Drafthouse Cinema organizó proyecciones sorpresa de la película en 15 teatros, disfrazados como proyecciones de Terminator 2: Judgment Day. El primer evento de la película en los Estados Unidos tuvo lugar el 28 de octubre de 2019 en el Teatro Chino TCL en Hollywood, pero se canceló debido a los incendios forestales cercanos.

### Versión para formato doméstico
Después de su estreno en cines, la película se estrenó digitalmente el 14 de enero de 2020, antes de su lanzamiento en video doméstico en 4K Ultra HD, Blu-ray y DVD el 28 de enero. Se incluyeron varias escenas eliminadas con el lanzamiento del video doméstico, incluida una en la que Sarah se entera de que Carl le ha informado a Alicia sobre su pasado y su verdadera naturaleza como máquina de matar. En otra escena, Sarah secuestra el vehículo de un hombre en la carretera después de que Grace y Dani roban el suyo. Otra escena muestra a los personajes siendo atacados por los guardias mientras viajan hacia la frontera. Una escena eliminada muestra a Grace ofreciéndose voluntariamente a una Dani mayor para enviarla al pasado.

## Recepción

### Taquilla
Terminator: Dark Fate ha recaudado $62.3 millones en los Estados Unidos y Canadá, y $198.9 millones en otros territorios, para un total mundial de $261.1 millones. Con un presupuesto de producción de entre $185–196 millones y un gasto adicional de $80–100 millones en marketing, la película necesitaba recaudar entre $450–480 millones en todo el mundo para alcanzar el punto de equilibrio. Después de su pobre debut mundial, se estimó que la película podría terminar perdiendo para Paramount y Skydance $100-130 millones.
En los Estados Unidos y Canadá, Dark Fate fue lanzada al mismo tiempo que Harriet, Arctic Dogs y Motherless Brooklyn, y se proyectó inicialmente que recaudaría entre 40 y 47 millones de dólares en 4086 salas de cine en su primer fin de semana. La película ganó $2.35 millones de las previsualizaciones del jueves por la noche, a la par de los $2.3 millones que Génesis obtuvo de sus previsualizaciones del martes por la noche en 2015. Pero después de ganar solo $10.6 millones en su primer día, las estimaciones del fin de semana se redujeron a $27 millones. Luego debutó con $29 millones. Aunque terminó primero en la taquilla, fue la apertura más baja de la serie desde la película original (cuando se tiene en cuenta la inflación), que se atribuyó a la tibia recepción crítica, así como a la percepción del público de que la serie había seguido su curso. La película ganó $10.8 millones en su segundo fin de semana, cayendo un 63% y terminando quinto, y luego $4.3 millones en su tercer fin de semana, cayendo al 11º.
En Alemania, la película comenzó con 132,500 espectadores, ubicándose en tercer lugar en las listas de esa semana. En el fin de semana siguiente a su debut internacional, la película recaudó 12.8 millones de dólares de países de Europa y Asia, considerada un comienzo bajo. Se proyectó que la película recaudaría $125 millones en todo el mundo durante el primer fin de semana de noviembre de 2019. En cambio, solo ganó $101.9 millones (18% por debajo de las proyecciones), incluidos $72.9 millones en el extranjero. Como lo hizo en los Estados Unidos, la película tuvo un rendimiento inferior en China, donde se abrió a solo $28.2 millones, muy por debajo de las estimaciones de $40-50 millones.

### Crítica
El sitio web del agregador de revisiones Rotten Tomatoes informó una calificación de aprobación del 70% y una calificación promedio de 6.22/10, basada en 319 revisiones. El consenso de críticos del sitio web dice: "Terminator: Dark Fate representa una mejora significativa sobre sus predecesores inmediatos, incluso si carece del poder de fuego emocionante de las mejores entregas de la franquicia". En Metacritic, que usa un promedio ponderado, la película tiene un puntaje de 54 de 100, basado en 50 críticos, que indica "revisiones mixtas o promedio". Las audiencias encuestadas por CinemaScore le dieron a la película una calificación promedio de "B +" en una escala de A + a F, el mismo puntaje que sus tres predecesoras anteriores, mientras que aquellos en PostTrak le dieron un puntaje positivo general del 78% (incluyendo un promedio de tres de cinco estrellas) y un 51% de "recomendación definitiva".
The Hollywood Reporter escribió que los críticos en general parecían "cautelosamente entusiasmados con Dark Fate, aunque existe cierta incomodidad al ver recomendaciones repetidas de que es" fácilmente la tercera mejor película "de la serie". William Bibbiani de TheWrap escribió que "si Terminator: Dark Fate es el último capítulo de esta historia o el primero de una franquicia completamente nueva es, por ahora, irrelevante. La película funciona de cualquier manera, trayendo la historia de las dos primeras películas a una conclusión satisfactoria al reintroducir la historia clásica, en formas nuevas y emocionantes, a un público nuevo y emocionante. Es un éxito de taquilla impresionante y un bienvenido regreso a la forma". Owen Gleiberman de Variety llamó a la película "la primera secuela vital de Terminator desde Terminator 2 "y escribió que "Terminator: Dark Fate es una película diseñada para impresionarlo con su escala y efectos visuales, pero también es una película que regresa, de una manera buena y gratificante, al clasicismo del género y al suspenso inteligente. Eso le dio una patada al Terminator original".
Joe Morgenstern de The Wall Street Journal le dio a la película una crítica negativa, describiéndola como "unida por tonterías en un último esfuerzo para obtener ingresos de un concepto moribundo. La trama no tiene sentido: el viaje en el tiempo como multiverso. Peor aún, deja sin sentido las luchas que dieron a las dos primeras películas de la franquicia una dimensión épica". Jefferey M. Anderson de Common Sense Media le dio a la película 2 de 5 estrellas: "Esta sexta película de Terminator borra los eventos de la tres secuelas anteriores (fallidas) pero termina sintiéndose medio borrada. Es como una copia al carbón aburrida, pálida e irrelevante de un éxito que alguna vez fue glorioso". Christy Lemire de RogerEbert.com también le dio a Dark Fate 2 de 4 estrellas , sintiendo que sufrió un "servicio de fans vacío" y que Hamilton y su elenco femenino de reparto "merece algo mejor". David Ehrlich de IndieWire elogió la actuación de Hamilton y las recreaciones digitales de la película de ella, las respectivas imágenes más jóvenes de Furlong y Schwarzenegger, pero sintió que "esta película de acción dolorosamente genérica demuestra que la franquicia Terminator es obsoleta". Tasha Robinson de The Verge declaró que algunas secuencias de combate "se organizan de manera clara y limpia", mientras que otras "están llenas de desenfoques CGI y acción turbia y son difíciles de seguir incluso en el más básico ¿quién está dónde y están muertos?". Y cuando Dark Fate se digna a explicar lo que está sucediendo, ofrece su exposición de una manera importante, silenciosa y torpe, como si el público estuviera asombrado por las revelaciones más básicas de la trama".
Fred Topel descubrió que los nuevos protagonistas estaban subdesarrollados: "Fue un error no construir a Dani como John Connor, y la película nunca alcanza la relación que quiere que Grace y Dani tengan". También criticó la forma en que la película unió a estos personajes con el T-800 que mató a John Connor: "La explicación de por qué es bueno en Terminator: Dark Fate es tan estúpida. Entiendo lo que intentaban hacer. El enemigo de mi enemigo es mi amigo y necesitan un terminador para luchar contra el Rev-9. La explicación de turno del Terminator es tan delgada que suena como una sinopsis de la trama que olvidaron elaborar en una escena completa". Topel creía que Dark Fate era "más tonta" que Terminator 3, y encontró al personaje de Pops en Terminator Génesis como "un Terminator de envejecimiento más convincente". Dani Di Placido de Forbes encontró el regreso de Carl casi satírico. "El regreso del T-800 que mató a John fue mi parte favorita de la película, pero en un sentido irónico; el hecho de que la máquina de matar se retiró y crio una familia fue como algo de Rick y Morty. Esto fue realmente divertido como concepto, pero no pertenecía a esta franquicia; la batalla implacable de Sarah Connor con estas máquinas no debería haberse reducido a una serie de frases de Marvel". Angie Han de Mashable encontró la película decepcionante y su título bastante convincente: "Dark Fate está demasiado esbozada como para ser otra cosa que un pastiche. Se siente como una película Terminator escupida por una máquina diseñada para hacer películas Terminator. Un destino oscuro para la franquicia, de hecho".
Miller dijo que la película nunca fue mejor que Terminator 2. En cuanto a la recepción mixta, Miller creía que el público estaba predispuesto a que no le gustara la película después de quedar decepcionado por las últimas tres películas. Miller también creía que el público "la odia porque es la sexta película, y Hollywood debería estar haciendo películas originales y no repetir franquicias".

#### Destino de John Connor
Muchos fanáticos y críticos expresaron enojo por la decisión de matar a John Connor en la escena de apertura. Fred Hawson, de ABS-CBN News, escribió: "Al decidir perder a John Connor al principio de esto, el corazón emocional de las dos primeras películas clásicas de Terminator también dejó de latir". Richard Roeper del Chicago Sun-Times argumentó que matar a John Connor arruinó lo que establecieron las dos películas anteriores: "Aunque Dark Fate descarta las entradas tercera, cuarta y quinta de la serie como un Terminator que dispone de un policía desventurado, también socava el impacto de la primera película y la siguiente (que es una de las dos o tres secuelas más grandes de todos los tiempos). Primero, se deshacen del personaje de John Connor de manera casi casual". También declaró: "Esta tercera parte, es tan derivada del Día del juicio, que deberían habernos pedido que nos olvidemos también de esa película si quisieran que creyéramos que tiene algo nuevo u original para agregar a la franquicia".
Irónicamente, Corey Plante de Inverse, que criticó la representación de Furlong de su personaje en Terminator 2, encontró irónicamente la muerte de su personaje: "El personaje en el centro de todas las películas anteriores de Terminator: el mismo joven que odié irracionalmente desde que era un jovencito, estaba muerto. No hace falta decir que me sacudió". También descubrió que reemplazarlo con nuevos héroes socavaba la importancia de los Connor establecida en las películas anteriores: "El futuro que hizo importante a [Sarah Connor] murió con John, y ahora hay una nueva historia de Terminator con un nuevo conjunto de héroes que hace que parezca que no importa cuántas veces Skynet o su próxima evolución envíe un robot asesino a tiempo para matar a alguien, siempre habrá un nuevo héroe esperando para levantarse". Robert Yaniz Jr. de CheatSheet describió el giro como impensable: "En un instante, todo el peso de la franquicia, la resistencia humana liderada por John, se desgarra". Di Placido consideró que el asesinato de John Connor encabezó su lista de cosas que estaban mal con Dark Fate y predijo que se convertiría en un fracaso de taquilla debido a eso: "Esos primeros cinco minutos ignoran por completo la única secuela que los fanáticos aman: Terminator 2. ¿Cuál fue el punto de toda esa lucha? de los intentos desesperados de Sarah por mantenerse viva, y a su hijo, vivo? John Connor podría ser un peso muerto en este punto, narrativamente hablando, pero él era nuestra conexión principal con las películas originales, y su muerte hace que ambas películas carezcan de sentido".
Matt Goldberg de Collider sintió que la apertura causó un daño irreparable al legado de Terminator 2 al dejarla sin sentido: "Desde entonces, cada secuela ha disminuido el final del Día del Juicio porque la historia 'necesita' continuar (porque a los estudios les gusta el dinero y no pueden irse solo bastante bien). Pero Terminator: Dark Fate puede ser el peor delincuente hasta ahora, ya que su prólogo sigue directamente a T2 y busca el valor del shock en lugar de considerar lo que significa continuar la narración". Richard Trenholm de CNET sintió la apertura como un resumen todo lo que estaba mal en Dark Fate: "La alegría [de ver a los personajes de edad avanzada] instantáneamente se vuelve terrible, ya que este prólogo socava Terminator 2 al matar a un personaje importante de una manera tan superficial que simplemente se siente tonto".
Ian Sandwell de Digital Spy sugirió que el giro no era particularmente importante dado que en las otras películas John Connor solo existe para "motivar a los otros personajes y poner en marcha la trama", y que el papel de John como futuro líder ya se había convertido en discutible mediante la eliminación de Skynet.
Acerca de la escena controvertida, Furlong dijo: "¡Me fumaron el culo! Ese fue el papel. Lo hice por un día. Rodé por un día. Y sí, hicimos un poco de CGI. Me pagaron. Entonces, quiero decir, ya sabes. Me fastidia un poco. Porque me encantaría hacer uno completo y ganar muchísimo dinero. Me encantaría hacer más, pero veremos qué sucede".

### Premios
| Premio                                     | Fecha de ceremonia   | Categoría                                                                           | Nominado(s)                                               | Resultado | Referencias |
| ------------------------------------------ | -------------------- | ----------------------------------------------------------------------------------- | --------------------------------------------------------- | --------- | ----------- |
| Premios de la sociedad de efectos visuales | 29 de enero del 2020 | Excepcionales efectos especiales (prácticos) en un proyecto fotorrealista o animado | Neil Corbould, David Brighton, Ray Ferguson, Keith Dawson | Nominados | [ 227 ]     |

## Futuro
Los planes para una nueva trilogía de películas Terminator se anunciaron en julio de 2017. Mientras trabajaba en la historia de Terminator: Dark Fate ese año, Cameron y los escritores imaginaron la película como la primera de la nueva trilogía. También elaboraron las historias básicas para cada película planificada.
Para octubre de 2019, Gale Anne Hurd había presentado una solicitud de cancelación de derechos de autor otorgada 35 años antes. Bajo este movimiento, Hurd volvería a ser propietario de los derechos de Cameron al 50-50, y Skydance Media podría perder los derechos para hacer películas Terminator adicionales a partir de noviembre de 2020, a menos que se resuelva un nuevo acuerdo. Skydance respondió que tenía un acuerdo con Cameron y que "controla los derechos de la franquicia Terminator en el futuro previsible". En octubre de 2019, Cameron dijo que las secuelas de Terminator: Dark Fate explorarían aún más la relación entre los humanos y la inteligencia artificial, al tiempo que afirman que una resolución entre las dos partes enemistadas sería el resultado final. Ese mes, Schwarzenegger dijo que Cameron escribiría las secuelas de Terminator: Dark Fate, y que Cameron comenzaría a trabajar en la próxima película a principios de 2020, para su lanzamiento en 2022.
Aunque los eventos de Terminator: Dark Fate borran el personaje T-800 de Schwarzenegger de la existencia, Cameron no descartó la posibilidad de que Schwarzenegger repitiera al personaje: "Mira, si ganamos mucho dinero con esta película [Dark Fate] y las cartas digo que le gustan a Arnold, creo que Arnold puede regresar. Soy escritor. Puedo pensar en escenarios. No tenemos un plan para eso ahora, déjenme decirlo de esa manera". Hamilton dijo en octubre de 2019 que probablemente repetiría su papel para una secuela, aunque bromeó diciendo que fingiría su propia muerte para evitar aparecer en ella, diciendo que hacer Terminator: Dark Fate "realmente fue difícil" debido al fuerte entrenamiento físico al que ella tuvo que someterse. El 31 de enero de 2020, Hamilton dio una entrevista sobre su futuro con la franquicia en la que dijo que "estaría muy feliz de no volver nunca más. Así que no, no tengo esperanzas, porque realmente me encantaría hacerlo. Pero si hubiera algo nuevo que realmente me hablara, soy una persona lógica y siempre consideraré cambios viables". El 30 de junio de 2020, Mackenzie Davis también descartó la idea de una secuela de Dark Fate pensando que una demanda de Terminator 7 "es una locura. De verdad que me encanta la película y estoy orgullosa de lo que hicimos, pero no había demanda para ella y pensar que la habría para una séptima película es una locura. Deberíamos prestar atención a lo que el público quiere y ellos quieren cosas nuevas, yo también".
Después de la actuación decepcionante de la película en la taquilla, fuentes cercanas a Skydance le dijeron a The Hollywood Reporter que no había planes para más películas.